# Paschen von der Lühe
Paschen von der Lühe (* 10. April 1592 in Thelkow; † 3. März 1653 in Sternberg) war Kammerjunker der Herzogin, Präsident beim Hof- und Landgericht, Klosterhauptmann von Dobbertin und Gutsbesitzer.

## Leben
Paschen von der Lühe war das sechste von neun Kindern des Gutsbesitzers Volrad von der Lühe auf Thelkow und dessen Ehefrau Anna von Negendank, Tochter des Paschen von Negendank und der Dorothea von Bülow aus dem Hause Wedendorf.
Im Alter von zwölf Jahren wurde er 1604 zum Herzog Friedrich Ulrich von Braunschweig zum Privatunterricht durch Hofmeister Adam Krause geschickt. 1606 kam er in die Fürstliche Klosterschule Michaelstein bei Blankenburg im Harz, wo er vier Jahre blieb. 1610 begann er in Helmstedt ein Studium der Rechte, das er 1611 an der Universität Rostock fortsetzte. Mit seinem Bruder Hans Heinrich reiste er nach Köln und 1613 mit seiner adeligen Gesellschaft durch Holland nach London, um dort die Königliche Hofhaltung zu beobachten. Über ein halbes Jahr hielt er sich an der Universität Oxford auf, um seine Studien fort zu setzen. 1615 war er in Frankreich zur Erlernung fremder Sprachen. 1616 kam er wieder nach Mecklenburg zurück, ging schon kurze Zeit später mit seinem älteren Bruder Volrad nach Groningen in Friesland, wo dieser in Ostfriesischen Diensten verstarb. Anfang 1619 zurück nach Mecklenburg, wurde Paschen von der Lühe als geschickter und gelehrter Mann 1620 Kammerjunker der Herzogin Sophie von Mecklenburg in Lübz. 1623 wurde er Geheimer Rat, Vize-Präsident und im selben Jahr Präsident des Hof- und Landgerichts bei Herzog Johann Albrecht II. von Mecklenburg-Güstrow. Während des Dreißigjährigen Krieges konnte zeitweise auch das Gerichtskollegium zu Güstrow nicht tätig sein, denn die Gesetze wurden im Lande durch Waffen unterdrückt und missachtet. Daher hatte er 1634 dem Vorschlag der Ritter- und Landschaft zugestimmt, die Stelle des Klosterhauptmanns im Kloster Dobbertin anzunehmen und die Verwaltung des Klosteramtes in diesen schwierigen Zeiten zu leiten. Herzog Adolf Friedrich I. entschloss sich 1561, das Land- und Hofgericht nach Sternberg zu verlegen und mit dem Amt des Präsidenten wieder Paschen von der Lühe zu beauftragen. Er blieb aber auch weiter bis zu seinem Tode 1653 Klosterhauptmann in Dobbertin. Von seiner Schwachheit heimgesucht, ist er in Sternberg bettlägerig geworden und in Anwesenheit vom Dobbertiner Pastor Peter Zander verstorben.
Mit 30 Jahren heiratete Paschen von der Lühe am 30. September 1632 Catharina von Behr, die Tochter des Carin von Behr auf Gubkow und Wehnendorf  und der Catharina von Zepelin aus dem Hause Thürkow. Catharina starb 1667.

### Klosterhauptmann im Kloster Dobbertin
In seiner zwanzigjährigen Amtszeit als Klosterhauptmann hatte Paschen von der Lühe ab 1635 auch die Wirren des Dreißigjährigen Krieges zu überstehen. Merkwürdig schon seine verspätete Wahl und Bestallung zum Klosterhauptmann. Denn nach dem Tode des Klosterhauptmanns Matthias von Bülow auf Pokrent 1630 wählte der Konvent mit Domina Anna von Pentz(en) an der Spitze unter Missachtung der Klosterordnung von 1610 den bisherigen Provisor Hardenack von Bibow auf Westenbrügge 1632 zum Klosterhauptmann. Das Wahlrecht hatte aber die Ritter- und Landschaft, auch der Herzog Johann Albrecht II. hatte Bedenken mit seiner Bestätigung, doch sein Bruder Herzog Adolf Friedrich I. hatte es bereits getan. Auf dem Landtag in Malchin kam es am 26. März 1633 zu hitzigen Auseinandersetzungen. Doch Paschens Bestallung verzögerte sich bis Ende 1634, erst nach Bestätigung durch Herzog Hans Albrecht am 4. Januar 1635 wurde er zum Klosterhauptmann gewählt. Bei seiner Amtseinführung waren neben dem gesamten Konvent mit seiner Vorsteherin, der Domina Anna von Pentz, und den beiden Provisoren Landmarschall Joachim II. von Moltzan auf Grubenhagen und Landrat Henning von Lützow auf Pritzier und Schwechow auch Pastor Enoch Zander anwesend. Nach 30-jähriger Amtszeit als Klosterprediger in den verheerenden Kriegsjahren starb er 1638 an der Pest. Durch Befürwortung des Klosterhauptmanns Paschen von der Lühe wurde sein erst 19-jähriger Sohn Petrus Zander nach Probepredigten im Dom zu Güstrow und im Dom zu Schwerin als Nachfolger ordiniert. Die schweren Kriegslasten durch schwedische und kaiserliche Truppen mit den Verwüstungen in vielen Klosterdörfern, wie in Dobbin, Dabel, Ruest, Mestlin, wirkte sich auf den elenden Zustand im Kloster Dobbertin auch selbst aus. Paschen von der Lühe erließ ärmeren Leuten die Pacht und gab Getreide aus. So wurde er oft statt mit Klosterhauptmann als lieber Vater angesprochen. In den jährlich durch den Küchenmeister Cyriaci Hertel als Finanzbeamter akkurat aufgeführten Ein- und Ausgaben in den Rechnungsbüchern des Klosteramtes finden sich neben den Verlusten durch abzugebende Pferde an die Regimentsquartiermeister auch die Schenkungen des Klosterhauptmanns an Bedürftige in seinem Amte. Sogar die 47 Goldgulden für den Druck seiner vom Pastor zu Dobbertin 1653 gehaltenen Leichenpredigt zur kirchlichen Beisetzung von Paschen von der Lühe wurden aufgeführt. Während der Amtszeit vom Klosterhauptmann Paschen von der Lühe wurden auch zwei Hexenprozesse unter seiner Leitung im Dobbertiner Klosteramtsgericht 1635 und 1637 durchgeführt.
Um das Kloster Dobbertin mit seinen umliegenden Dörfern vor weitern Durchzügen, Einquartierungen und Plünderungen von kaiserlichen und schwedischen Truppen zu schützen, hatte sich Klosterhauptmann Paschen von der Lühe 1640 mit der Domina Catharina von Sprengel und dem Konvent entschlossen, ihren 21-jährigen Pastor Peter Zander in wichtigen Klosterangelegenheiten zu einer beschwerlichen und gefährlichen Reise zur Königlich Schwedische Regierung nach Stockholm und zur schwedischen Königin Christina zu senden. Die Vormundschaftsregierung der Königin Christina mit Kanzler Axel Oxenstierna unterschrieben am 12. August 1640 einen Schutzbrief für das in Mecklenburg gelegene Adelskloster Dobbertin gegen alle Kriegserschwernisse. Königin Christina wollte den jugendlichen, hochbegabten Pastor für ihren Hof gewinnen, doch Petrus Zander kehrte am 28. September 1640 mit dem Schutzbrief und einem vom Regentschaftsrat bewilligten Geldbetrag von 100 Reichsthaler nach Dobbertin zurück. In den jährlichen Rechnungsbüchern des Klosteramtes bis 1653 hatte der Amtsschreiber Johann Bording neben dem Kleidungsgeld und der Besoldung auch die Ausgaben des Klosterhauptmanns beim Hofgericht in Sternberg akkurat ausgewiesen.

## Quellen

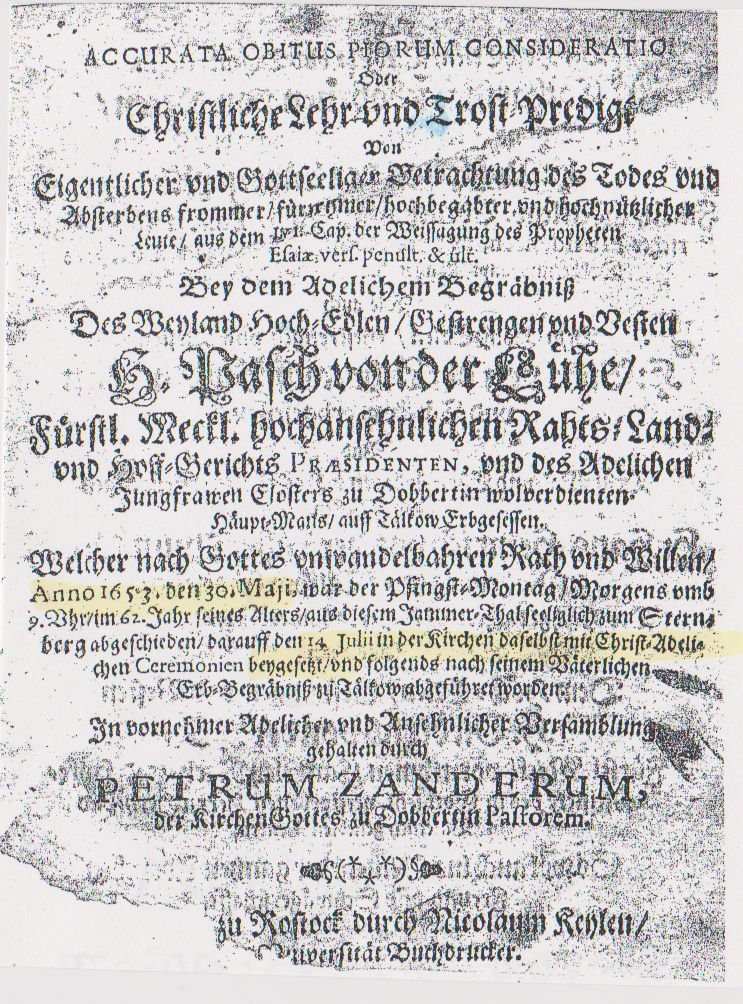
Leichenpredigt Paschen von der Lühe (1653)

### Ungedruckte Quellen
Landeshauptarchiv Schwerin (LHAS)
- LHAS 3.2-3/1 Landeskloster/Klosteramt Dobbertin. Nr. 178 Rechnungen Syndius, Nr. 378, 386 Paschen von der Lühe 1623–1653.

Landeskirchliche Archiv Schwerin (LKAS)
- LKAS, OKR Schwerin, Specialia, Abt. 3. Nr. 102 Armen- und Freischule, Stiftung des Klosterhauptmanns Paschen von der Lühe 1713.

Landesbibliothek Mecklenburg-Vorpommern (LBMV)
- Personalschriftensammlung, vLüh6

Stadtarchiv Ribnitz
- Kloster Dobbertin, D 59/6 Paschen von der Lühe.

Universität Rostock
- Rostocker Matrikelportal, Semester 1611, Nr. 29. Volradus von der Luhe aus Telckaw.
- UB, Abt. Sondersammlungen, Leichenpredigten LB 552 Christliche Lehr- und Trostpredigt bei dem Adelichem Begräbniß Herrn Pasch von der Lühe, gehalten am 4. Juli 1653 von Petrus Zander, Pastor zu Dobbertin. Rostock 1653.

ZANDER-ARCHIV
- Nachrichten von unseren Vorfahren 1859, gesammelt von Christian Ludwig Enoch Zander, Direktor der Lauenburgischen Gelehrtenschule zu Ratzeburg. Abschrift der Originalhandschrift angefertigt durch Paul-Rene Zander. Kirchzarten im Breisgau, Herbst 1953.